# Saint-Pardoux-le-Neuf (Corrèze)
Saint-Pardoux-le-Neuf – miejscowość i gmina we Francji, w regionie Nowa Akwitania, w departamencie Corrèze.
Według danych na rok 1990 gminę zamieszkiwało 88 osób, a gęstość zaludnienia wynosiła 8 osób/km² (wśród 747 gmin Limousin Saint-Pardoux-le-Neuf plasuje się na 516. miejscu pod względem liczby ludności, natomiast pod względem powierzchni na miejscu 537.).